# Jane Greg
Jane Greg, auch Jenny, (1749 in Belfast; † 1. September 1817 in der Quarry Bank Mill, Styal, Cheshire) war eine irische, republikanische Aktivistin mit Verbindungen zu radikalen politischen Kreisen in England. Obwohl das Ausmaß ihrer Aktivitäten unklar ist, da nur in Briefen Dritter überliefert, beschrieb der britische Befehlshaber General Lake Greg während der Unterdrückung der Society of United Irishmen und der Irischen Rebellion von 1798 als „the most violent creature possible“ und als jemanden, die in ihrer Heimatstadt Belfast „very great [political] mischief“ gestiftet hätte.

## Leben
Greg war das zweite von dreizehn Kindern von Elizabeth (Hyde) (1721–1780) und Thomas Greg aus Belfast (1718–1796). Zusammen mit seinem Geschäftspartner und Schwager Waddell Cunningham verfügte ihr Vater über eines der größten Handelsvermögen in Irland.
Der Sohn eines schottischen Schmieds kaufte in den 1740er Jahren ein kleines Schiff, das Proviant zu den Westindischen Inseln brachte und mit Leinsamen zurückkehrte. Durch Geschäfte in New York kam er mit Waddell Cunningham, einem anderen Presbyterianer aus Belfast, in Kontakt und wurde Partner. Um 1775 war Greg and Cunningham eine der größten Schifffahrtsgesellschaften in New York, die vom Anstieg der Preise für Lebensmittel während des Siebenjährigen Krieges und von der Lizenz zum Überfall und zur Plünderung feindlicher Schiffe profitierte. Nach dem Krieg errichteten Greg und Cunningham auf Dominica eine Zuckerplantage namens „Belfast“, für die Gregs Bruder John, der sich bereits auf der Insel niedergelassen hatte, Sklaven lieferte. Gregs Vater und sein Geschäftspartner wünschten am Ende des 18. Jahrhunderts wie die meisten eine Veränderung der Stellung der Iren, aber ihre Ideen wie die Vertreibung armer Pächter von Ländereien, mit denen sie spekuliert hatten, oder der Vorschlag, in Belfast Schiffe für die Middle Passage zu beauftragen, waren nicht populär.
Die Ansichten von Greg, die die radikaleren Ansätze der Society of United Irishmen verinnerlicht hatten, die „gleichberechtigte Vertretung des gesamten Volkes“ im irischen Parlament und dessen „echte Unabhängigkeit“ von England forderten, kamen also nicht aus dem Elternhaus. Da Greg die meiste Zeit ihres Erwachsenenalters in England in der Gesellschaft ihres jüngeren Bruders Samuel Greg verbrachte, stammten die Gedanken wahrscheinlich aus dem Umfeld ihrer Schwägerin Hannah Lightbody. Die Lightbodys waren Unitarier und Hannah Lightbody schloss ihre Ausbildung an einer unitarischen Akademie in Stoke Newington außerhalb Londons ab, wo sie mit ihrem Cousin Thomas Rogers lebte, einem engen Freund und unmittelbaren Nachbarn von Richard Price. Um Price gab es einen kleinen Kreis, der die Gedanken der Volkssouveränität der französischen Revolution vertrat. Greg wurde mit einigen dieser Persönlichkeiten vertraut, darunter John Horne Tooke von der London Corresponding Society und Roger O’Connor. In London versuchte O’Connor zusammen mit seinem Bruder Arthur ein Netz von sympathisierenden Kontakten für die Sache der United Irish aufzubauen.
Unter Prices Freunden dürfte Greg auch Mary Wollstonecraft kennen gelernt und gelesen haben. Mit ihrem Werk A vindication of the rights of woman (1792) war sie das Gesprächsthema von Gregs enger Freundin Martha McTier in Belfast, wo es von der irischen Zeitung The Northern Star rezensiert und gelobt wurde. Wollstonecrafts Aufruf an die Frauen, sich die Freiheit zu sichern, ohne die sie „weder Tugend noch Glück besitzen“ könnten, könnte einer der Gründe gewesen sein, dass Greg für sich selbst die Ehe ablehnte.
Greg teilte McTiers Abscheu vor dem restriktiven Modell der Armenerziehung, das von konservativen Evangelikalen wie Hannah More vertreten wurde. Sie befand nach einem Treffen mit More gegenüber McTier, dass sie deren „Verstand in einem erstaunlichen Ausmaß verkrüppelt“ fand.  McTier war stolz darauf, dass ihre Schülerinnen in ihrer Schule für arme Mädchen in Belfast „nicht nur über das Testament plappern“ und dass sie Schülerinnen hatte, die „Fox und Pitt lesen können“.
Irgendwann Mitte der 1790er Jahre kehrte Jane Greg nach Belfast zurück, möglicherweise verbunden mit dem Tod des Vaters, der ihr 3000 Pfund hinterließ. Es ist möglich, dass sie in Begleitung von Arthur O’Connor zurückkehrte, der entschlossen war, den Sitz seines Onkels im irischen Parlaments in Antrim zu übernehmen. Im Januar 1797 empfahl er den „freien Wählern“ der Grafschaft die „vollständige Abschaffung der religiösen Unterschiede“ und die „Einrichtung einer nationalen Regierung“,
Solche Aktivitäten wurden aber durch englische und schottische Truppen überwacht. O’Connor wurde 1798 auf einer Reise ins revolutionäre Frankreich in England verhaftet. Mit diesem Bekanntenkreis stand Greg ebenfalls unter Beobachtung: Im Mai 1797 informierte der Postmeister von Belfast, Thomas Whinnery, die Behörden in Dublin Castle über ihre Korrespondenz mit Martha McTier, die als Schwester und Vertraute von William Drennan bereits unter Beobachtung stand. Whinnery beschrieb Greg als „sehr aktiv“ in Belfast und „an der Spitze der Frauengesellschaften“ in der Stadt.
Greg wird als Verfasserin eines Briefes vermutet, der im Oktober 1796 in der irischen Zeitung Northern Star in Belfast erschien. In dem Brief wendet sich die Verfasserin als „Sekretärin“ einer Society of United Irishwomen gegen eine Veröffentlichung, in der Vorwürfe der politischen Gewalt sowohl gegen die amerikanische als auch gegen die französische Revolution gemacht werden und äußert, dass die Schuld vielmehr bei den Engländern läge, die Krieg gegen die neuen Republiken geführt hätten.
Im Jahr 1797 wurde Janes Bruder Cunningham Greg verdächtigt, erhebliche Geldbeträge zur Unterstützung der irischen Gefangenen in Dublin beizusteuern. Im November desselben Jahres informierte Lord Lieutenant Camden den britischen Innenminister, den Duke of Portland, darüber, dass Jane Greg und ihr Bruder einigen in Belfast inhaftierten Mitgliedern einer Miliz im County Monaghan, die wegen ihres Beitritts zu den United Irishmen zum Tode verurteilt worden waren, Lebensmittel und Unterstützung zukommen ließen. Das Haus ihres Bruders wurde von loyalistischen Mitgliedern der Miliz angegriffen, eine Aktion, die offenbar von Dublin Castle gebilligt wurde, und dies könnte sie dazu veranlasst haben, Belfast zu verlassen und wieder bei ihrem Bruder Samuel in Manchester Schutz zu suchen.
Berichten zufolge wurde Greg bei ihrer Ankunft in England angehalten und nach irischer Propaganda durchsucht, in der Hoffnung verräterische Korrespondenz der mit ihr befreundeten Lady Londonderry, Frances Stewart, der Schwester des Earl Camden, zu finden. Samuel Greg, der seiner Schwester in Manchester Zuflucht gewährte, war besorgt, dass ihre Freundschaft mit Lady Londonderry und ihre Briefe ihn als „einzigen irischen Gentleman in der Stadt“ verdächtig machen könnten. In Anbetracht der prekären Lage, in der sie sich befand, schrieb Lady Londonderry ihrer Freundin, sie solle nicht überrascht sein, wenn sie höre, dass „eine gewisse republikanische Gräfin“ denunziert worden sei.
Im Jahr 1800, nach der Niederschlagung des Aufstands von 1798, kehrte Greg mit den Kindern von Roger O’Connor nach Belfast zurück. Sie befand sich in Begleitung von George Smith, einem radikalen Londoner Anwalt, der die beiden O’Connor-Brüder in ihren Prozessen wegen Aufruhrs verteidigt hatte. Martha McTier hielt dies für eine unkluge Entscheidung von Gregs Seite: „Es war seltsam und ziemlich unglücklich, dass die arme J.G. nach allem, was passiert ist und was noch viel mehr gesagt wurde, ihren ersten Auftritt hier mit einer O’Connor-Gruppe hatte“.
Greg blieb nicht in Belfast. Sie lebte wieder bei ihrem Bruder Samuel und dessen Frau Hannah Greg in Quarry Bank Mill in Cheshire.  William Drennan schrieb im September 1817 aus England, um seine Schwester Martha McTier über Gregs Tod zu informieren, und erinnerte sich an eine „smart, volatile, vain and versatile woman“.  Jane Greg ist im Familiengrab in der St Bartholomew Church in Wilmslow, Cheshire, beigesetzt.